# Lindera latifolia
Lindera latifolia là loài thực vật có hoa trong họ Nguyệt quế. Loài này được Hook. f. miêu tả khoa học đầu tiên năm 1886.